# Gandi
Gandi SAS（ガンディー）は、 ドメイン登録、ウェブホスティング、および関連サービスを提供するフランスの企業である。 主にインターネット上のドメイン名の管理と割り当てを行う。本社はパリ。

## 沿革
1999年
- Pierre Beyssac、 Laurent Chemla、 Valentin Lacambreによって創業される。

2010年
- サンフランシスコに子会社を設立。

2011年
- 年末にGandi.netがドメイン名登録数において世界25位のドメインレジストラになる。[2]

2014年
- 7月にAmazon Web Servicesが提供するドメイン名登録サービスであるRoute 53を通してドメイン名を登録できるようになる。[3][4]

2015年
- アジア市場での事業拡大のため台北にGandi Asia Co. Ltd が設立。[5]
- Gandi.netの簡体字・繁体字版ウェブサイトが公開される。

2018年
- Gandi.netの日本語版ウェブサイトが公開される。[6]

2019年
- 2月にフランスの投資会社Montefiore Investmentが新しい株主として参加する。[7]
- 4月をもって192カ国230万のドメイン名を管理するようになる。[8]

## ビジネスモデル
Gandiは広告を使用せず、主に実際のユーザーの口コミでサービス拡大をしている。

### ドメイン名登録サービス
Gandi.netのドメイン名登録サービスの特徴は以下が挙げられる。
- 700種類以上のドメインエクステンションでドメイン名の登録ができる。
- ドメイン名を登録すると1年間無料でSSL証明書を使用することができる。
- ドメイン名を登録すると無料で2つのメールボックス(3GB)を作成することができる。
- ドメイン名登録などの公開APIを使用できる。
- リセラーとしてドメイン名を再販することができる。
- Whois情報はデフォルトで非公開設定。
- 週6日24時間カスタマーケアを提供。
- DNSレコードの編集
- DNSSECの設定が無料。